# بيغنتيرفيرون
بيغنتيرفيرون أو بيغ-إنتيرفيرون (بالإنجليزية: Pegylated interferon)‏ ومختصرها (PEG-IFN) هي نوع من الأدوية التي تتكون من غليكول متعدد الإيثيلين وإنترفيرون لجعله طويل المفعول في الجسم.

## الأمثلة
تتوفر منها 3 أشكال في عام 2012، وهي:
- بيغنتيرفيرون – ألفا – 2أ
- بيغنتيرفيرون – ألفا – 2ب
- بيغنتيرفيرون – بيتا – 1أ[4]

## الاستخدامات
يختلف استخدام كل شكل منها عن غيرها، ولكن من أبرز الاستخدامات:
- التهاب الكبد ب[5]
- التهاب الكبد ج[3]
- التصلب المتعدد[4]

## محاذير الاستخدام
يجب عدم استخدام البيغنتيرفيرون في حالات الإصابة بفرط بيليروبين الدم.